# Erwin Piplits

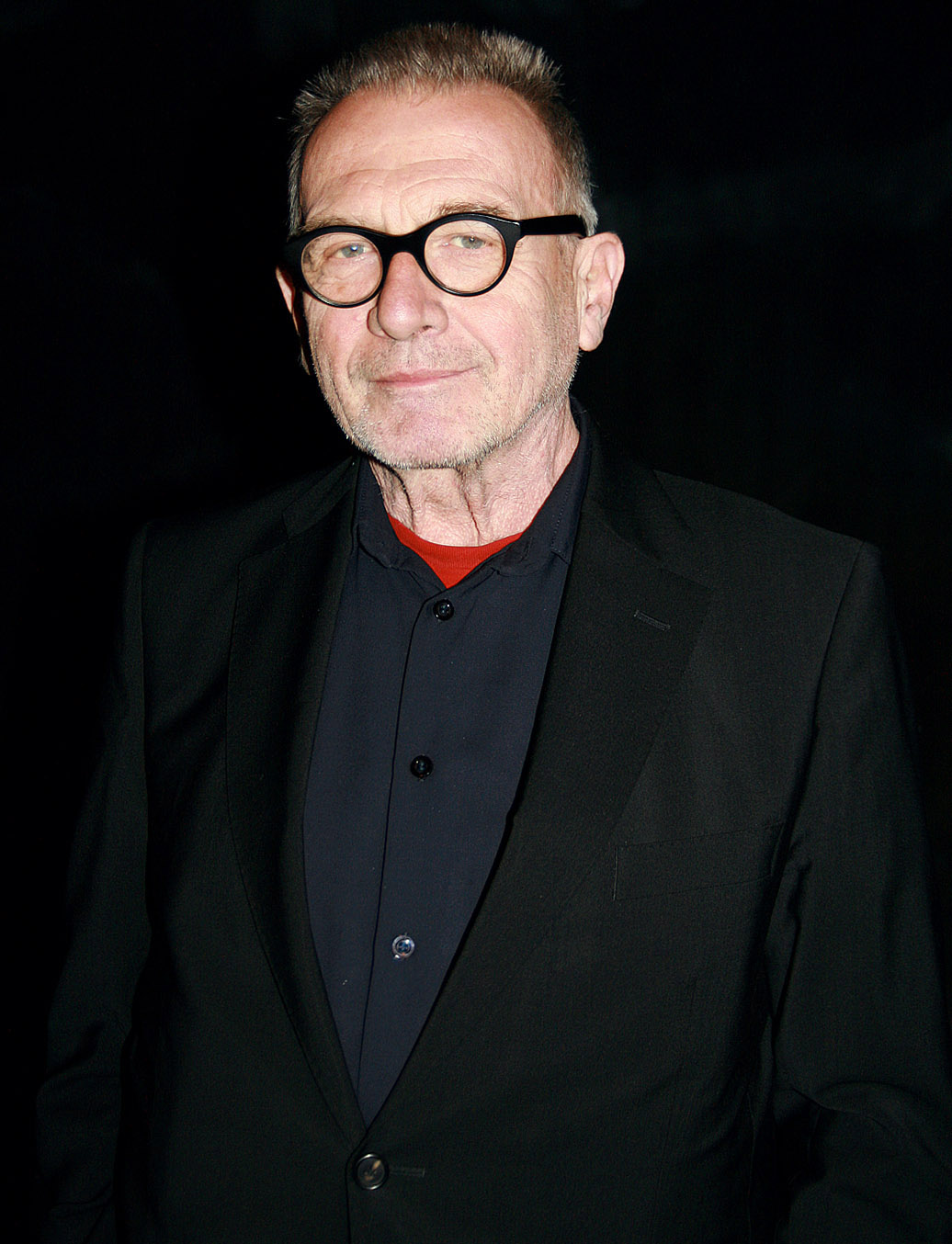
Erwin Piplits, 2011

Erwin Piplits (* 19. Juli 1939 in Wien) ist ein österreichischer Theatermacher, Bühnenbildner und Schauspieler.

## Leben und Wirken
Erwin Piplits erlernte zunächst die Textildruckerei. 1962 begann er seine Tätigkeit bei den „Komödianten am Börseplatz“ als Bühnenbildner und Schauspieler. Parallel zu einem Studium an der Hochschule für angewandte Kunst in Wien erfolgte seine Mitarbeit bei der Arena 70 und ab 1971 im Museum des 20. Jahrhunderts. Die intensive Arbeit mit Kunstfiguren führte 1971 zu der experimentellen Musiktheater-Aufführung Pupofon, aus der später Pupodrom wurde. 1973 begann die Zusammenarbeit mit Ulrike Kaufmann, die erst mit ihrem Tod 2014 endete. Seit 1980 ist Erwin Piplits kontinuierlich mit dem Serapions Ensemble (seit 1988 im Odeon; bis 2014 von Kaufmann mitgeleitet) tätig und arbeitete zudem u. a. im Auftrag der Salzburger Festspiele (so zum Beispiel 1993 Così fan tutte), der Wiener Staatsoper und der Oper Zürich.
Bei den Festspielen Gutenstein führte er 2015 Regie bei Ferdinand Raimunds Der Barometermacher auf der Zauberinsel.
Piplits hat einen gemeinsamen Sohn mit Ulrike Kaufmann, den Bühnenbildner und Regisseur Max Kaufmann. Er übernahm 2022 die künstlerische Leitung des Odeon Theaters.

## Auszeichnungen
- 1980: Kainz-Medaille Förderungspreis
- 1982: Kainz-Medaille
- 2005: Nestroy-Theaterpreis Beste Ausstattung von Xenos im Serapionstheater
- 2010: Nestroy-Theaterpreis für das Lebenswerk, gemeinsam mit Ulrike Kaufmann
- 2014: Goldenes Verdienstzeichen des Landes Wien[3]